# Starflam (album)
Albums de Starflam
Live & Direct
(2000)
Starflam est le premier album du groupe Starflam. Il est sorti en 1997 chez Discipline Records.

## Liste des titres
1. Intro - 1:10
2. J'étais là - 4:51
3. Monde confus - 2:59
4. Fusion organisée - 5:29
5. Ce plat pays - 4:36
6. Interlude - 2:18
7. La corde raide - 5:59
8. El diablo - 6:01
9. Dépendant (Part 2) - 4:31
10. Putain de songe - 3:54
11. Mic Smokin'  - 10:43
12. Onze bars - 2:45